# Орден Агдаса

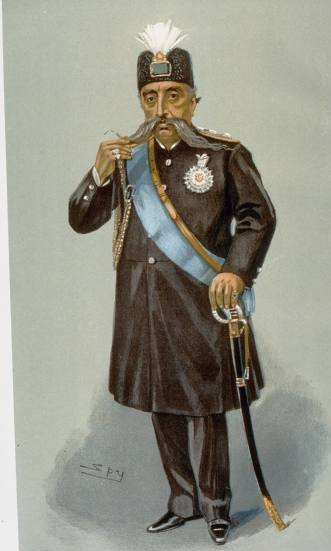
Карикатура на Мозафереддин-шах Каджара, награждённого орденом Агдаса

Орден Агдаса (перс. نشان اقدس‎, Neshan-e Aqdas) — императорский орден, учреждённый в 1870 году персидским шахом Насер ад-Дин Шахом. Существовало три степени этой награды, одна из которых делилась на два класса. Имел вид 12-конечной звезды, увенчанной короной Киани. В его центре помещалось изображение льва и солнца, богато украшенное бриллиантами и рубинами. Существовал в двух разных вариантах: для персов (сардар) и для иностранцев (нешан). Был упразднён после падения династии Каджаров в 1925 году.

## История
По мнению авторов Encyclopædia Iranica, Орден Льва и Солнца, бывший важнейшей государственной наградой в период правления шаха Насер ад-Дина (1848-1896), было тремя новыми степенями, которые и стали именоваться Агдаса. Однако другие авторы трактуют его как отдельный орден, помещаемый в порядке персидских наград ниже ордена Али, и выше ордена Льва и Солнца.

## Степени
- Агдас (Святейший, 1-й класс):
  - 1-я степень – для глав иностранных государств и шаха;
  - 2-я степень — для персидских князей, премьер-министров и генерал-губернаторов важнейших провинций;
- Годы (Пресвятейщий, 2-й класс) — для послов, государственных министров, командующих армиями и сановников аналогичного статуса;
- Могаддас (Святой, 3-й класс) — для министров, губернаторов и других важных должностных лиц аналогичной важности.[5]

## Описание награды
Орден состоял из знака и орденской ленты в виде широкого пояса. Лента свисала с правого плеча на левый бок, а знак прикалывался к левой груди.

### Знак
Знак имел вид 12-конечной звезды. В промежутках между каждым плечом помещались пятиконечные звезды. В центре был диск с круглым серебряным эмалевым изображением льва с мечом в передней лапе на фоне восходящего солнца и с небольшой короной на ним. Центральный медальон был окружен тремя полосами бриллиантов. Поверх значка была корона Киани с плюмажем из трёх перьев.
Диаметр звезды первого класса составлял 12,5 см, а высота знака вместе с короной, украшенной плюмажем — 18,5 см. Во втором классе эти размеры составили 12 см и 17 см соответственно, а в третьем классе – 10,2 см и 13,3 см.
Значок был инкрустирован бриллиантами по всей поверхности, а размер и количество драгоценных камней уменьшались в зависимости от класса значка; у 2-го класса плюмаж не украшался бриллиантами, а у 3-го класса плюмаж отсутствовал вовсе.

### Лента
Лента в 1-й степени 1-го класс была синего цвета, во 2-й степени 1-го класса — зелёного с узкими синими полосами, во 2-м классе — зелёного с красными полосами, а в 3-м классе — красного с зелёными полосами.